# Lipton International Players Championships 1990
Die Lipton International Players Championships 1990 waren ein Tennisturnier der WTA Tour 1990 für Damen und ein Tennisturnier des ATP Tour 1990 für Herren, welche zeitgleich vom 12. bis 25. März 1990 in Key Biscayne, Miami, Florida stattfanden.

## Herrenturnier
→ Hauptartikel: Lipton International Players Championships 1990/Herren

## Damenturnier
→ Hauptartikel: Lipton International Players Championships 1990/Damen